# Red de Telecentros de Asturias
La Red de Telecentros de Asturias es un conjunto de Centros de Acceso Público a Internet que tras siete años de funcionamiento, desde 2001, actualmente ha evolucionado como Red de Centros de Dinamización Tecnológica Local (CDTL)
En el ámbito local son los puntos de referencia en cuanto al uso de tecnologías de la información y la comunicación en el entorno ciudadano, social, laboral, empresarial y de relación entre las administraciones.  Asimismo actúan en pro de la creación de redes ciudadanas locales dinámicas que pretenden favorecer la cohesión cultural, empresarial y territorial.
En el ámbito supralocal son los puntos de referencia de los distintos agentes, para potenciar la administración electrónica en los ámbitos locales, favorecer el desarrollo económico del entorno a través de la innovación e incorporación de TICs a los pequeños negocios locales.